# Antiamerikanismus

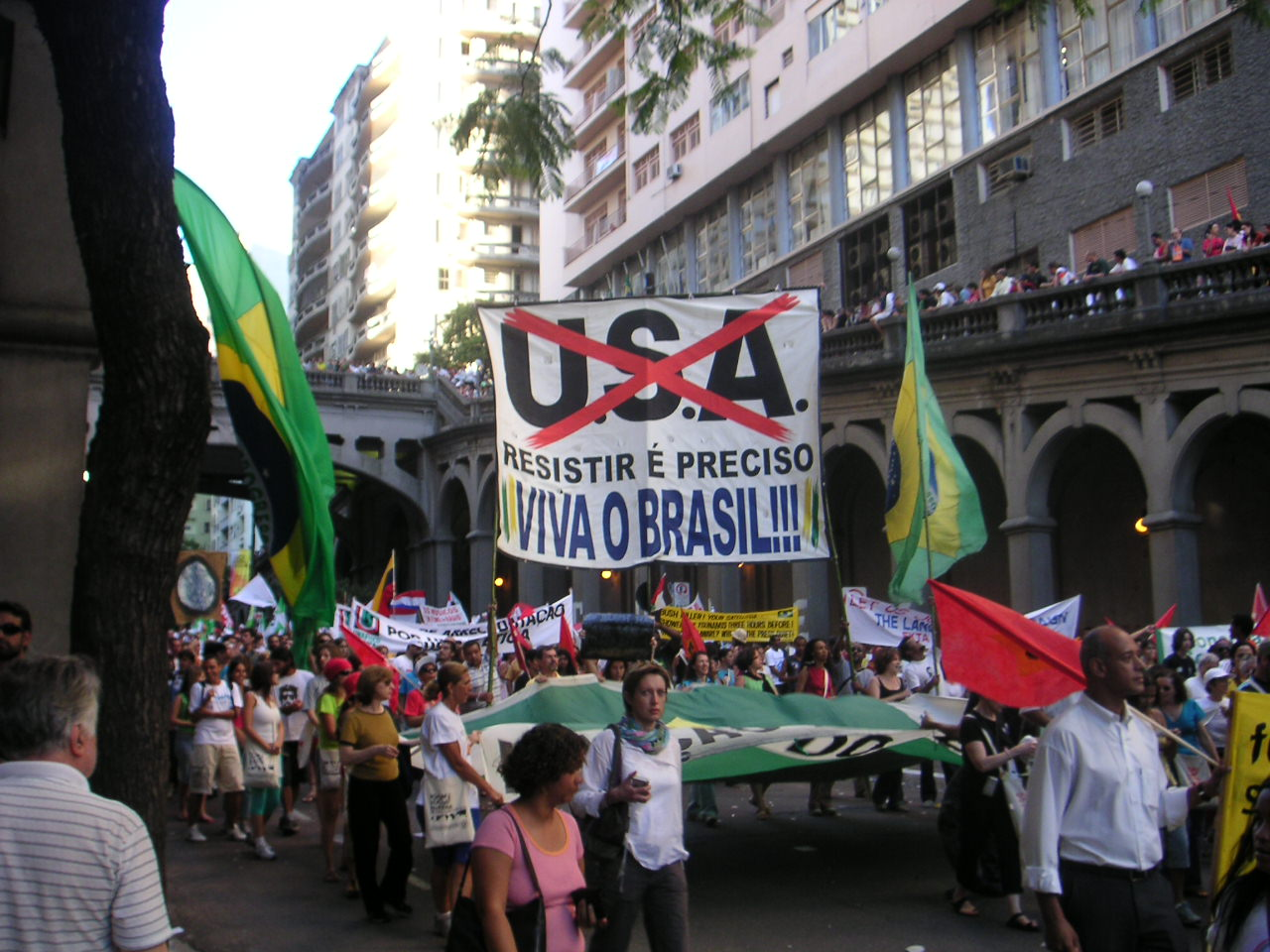
Antiamerikanische Demonstration in Brasilien

Öffentliche Meinung über die Vereinigten Staaten (2022):
< -40
-20 bis -5
-4 bis +4
+5 bis +20
+20 bis +34
+35 bis +49
+50 bis +64
> +65

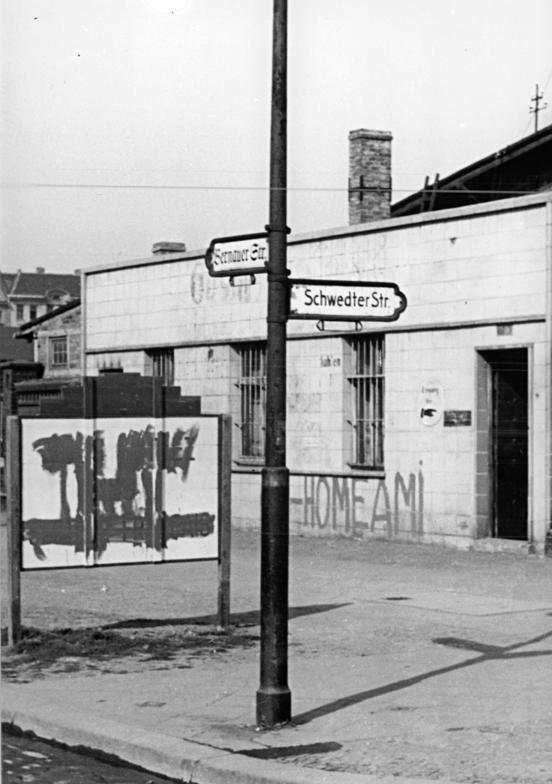
Der Slogan Go home, Ami in Berlin (auf West-Berliner Seite) an der Sektorengrenze Bernauer Straße (französischer Sektor)/Ecke Schwedter Straße (Ostsektor) im Jahr 1950

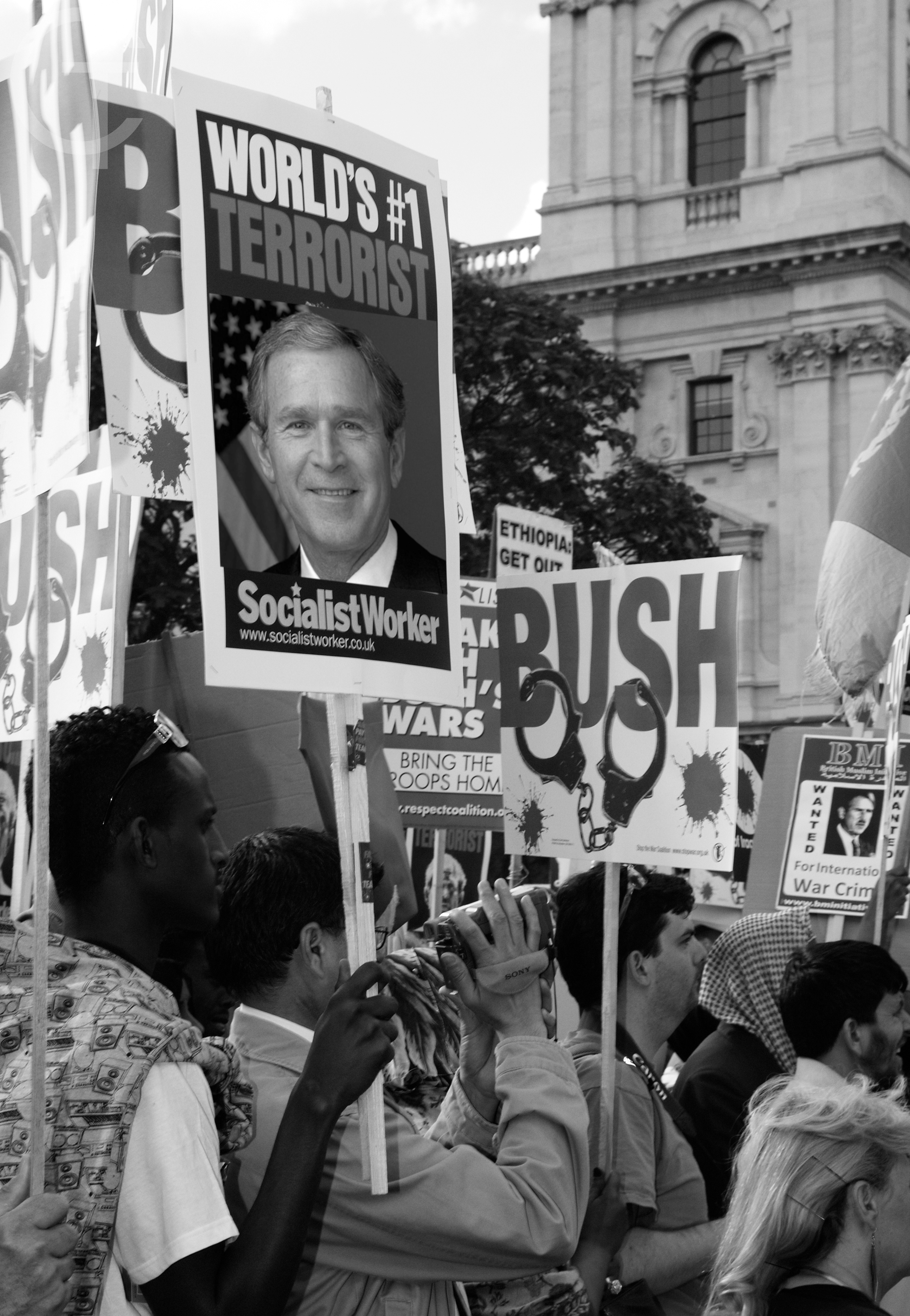
Demonstration gegen den US-Präsidenten George W. Bush in London im Jahr 2008

Mit Antiamerikanismus (auch Amerikafeindlichkeit) wird eine „ablehnende Haltung gegenüber der Politik und Kultur der USA“, eine „Anfeindung der Interessen der Vereinigten Staaten“ oder eine feindliche oder entgegengerichtete Gesinnung gegenüber „den Vereinigten Staaten von Amerika, ihrer Bevölkerung, ihren Prinzipien oder ihrer Politik“ bezeichnet. Der Duden definiert ihn als „ablehnende Haltung gegenüber Gesellschaftssystem, Politik und Lebensstil der USA“.
Nicht jede scharfe Kritik etwa an der US-Militär- und -Außenpolitik ist aber antiamerikanisch. Solange Kritiker die auch in der US-Verfassung niedergelegten Prinzipien von Demokratie und Menschenrechten teilen, kann nicht von Antiamerikanismus gesprochen werden.

## Geschichte
Die Vereinigten Staaten von Amerika konstituierten sich 1776 als neues politisches System in Abgrenzung zu den etablierten Systemen in Europa, woher die Begründer der neuen Nation stammten. In Europa löste das neue, an den Prinzipien der Aufklärung orientierte Staatsmodell bald sowohl Sympathie als auch Ablehnung aus – die als die ersten Ausdrücke von Philoamerikanismus (Phil- = Freund, Freundschaft) und Antiamerikanismus gesehen werden. In der ersten Hälfte des 20. Jahrhunderts nahm in Europa die Auseinandersetzung mit positiv oder negativ gewerteten Einflüssen der US-amerikanischen Wirtschafts-, Kultur- und Militärmacht zu, bevor sich die Debatte mit Beginn des Kalten Kriegs stark politisierte. Der Begriff des Antiamerikanismus ist erst nach dem Zweiten Weltkrieg aufgekommen – in einer Untersuchung über den Antiamerikanismus in Frankreich wird das Jahr 1948 als erste dokumentierte Verwendung genannt. Als Gegenbegriff zum Antiamerikanismus wird uneinheitlich „Philoamerikanismus“, „Proamerikanismus“ und „Amerikanismus“ verwendet.

## Vertreter
Die als Antiamerikanismus bezeichnete Ablehnung der USA geschah und geschieht aus unterschiedlichen Anlässen und mit unterschiedlichen weltanschaulichen Hintergründen, weswegen nicht von einem einheitlichen antiamerikanischen Weltbild gesprochen werden kann, das von Gegnern der Vereinigten Staaten vertreten würde. Besonders ausgeprägte antiamerikanische Bezüge werden im 21. Jahrhundert als auffällige Gemeinsamkeit des rechten und des linken Randes des politischen Spektrums wahrgenommen.
Neben oppositionellen Gruppen haben in Geschichte und Gegenwart auch Regierungen antiamerikanische Positionen vertreten. Die Haltung Adolf Hitlers und der Nationalsozialisten gegenüber den USA war ambivalent: Einerseits betrachtete man die USA als schwaches und militärisch inkompetentes Land, da dieses von bestimmten „Rassen“ (vornehmlich der „jüdischen (Gegen-)Rasse“) und dem allmächtigen Dollar dominiert werde. Andererseits interessierten sich die Nationalsozialisten für technologische Entwicklungen in den USA ebenso wie für Massenproduktion, Konsumgüter sowie Modernisierungs- und Rationalisierungsmaßnahmen in der amerikanischen Wirtschaft. Im Jahr 1944 gab das Hauptamt der SS ein Propagandabuch unter dem Titel „Amerikanismus eine Weltgefahr“ heraus, in dem Zerr- und Feindbilder der Vereinigten Staaten und ihrer Gründungsprinzipien, nämlich des Liberalismus, propagiert wurden. An den Antisemitismus anknüpfend, sollen die Juden hinter dem Finanzkapitalismus der Wall Street stecken, der Europa ausplündern und kulturell ruinieren wolle.
Nach dem Zweiten Weltkrieg prägte beispielsweise der iranische Revolutionsführer Ruhollah Chomeini ab 1979 die Bezeichnung „Großer Satan“ für die USA, gegen die er bei Massenveranstaltungen die Parole „Tod den USA“ skandieren ließ und deren Politik er bereits seit rund zwei Jahrzehnten für „alle Probleme aller muslimischer Völker verantwortlich“ gemacht hatte.
Der kubanische Revolutionsführer Fidel Castro begann dagegen erst mehrere Monate nach seiner Regierungsübernahme 1959, sich offen gegen die USA zu positionieren, Marktwirtschaft und parlamentarische Demokratie abzulehnen und sich im Kontext des Kalten Kriegs gleichzeitig dem ideologischen Gegenmodell des Marxismus-Leninismus sowjetischer Prägung hinzuwenden. Der Antagonismus zu den USA wurde über die folgenden Jahrzehnte zum zentralen Thema in Castros Politik und Rhetorik.
Auch für den nordkoreanischen Staatschef Kim Il-sung und seine Nachfolger war und ist die Feindschaft zu den USA ein regelmäßig genutztes Identifikationsinstrument.
Ein regional verbreitetes, ja hemisphärisches Phänomen ist der politische Antiamerikanismus in großen Teilen Lateinamerikas. Den politischen Antiamerikanismus definiert Hollander als „rejection of American foreign policy and a firm belief in the malignity of American influence and presence anywhere in the world“. Er werde begründet durch die Erfahrung der Fremdbestimmung der eigenen Wirtschaft und Politik durch die USA, wie sie unter anderem in zahlreichen Interventionen und der Unterstützung für lateinamerikanische Militärdiktaturen zum Ausdruck kam.
In den Ländern des früheren Warschauer Pakts überdauerten antiamerikanische Einstellungen, die auf kulturellem Konservativismus und regionalen Befindlichkeiten beruhten, den Systemwechsel von 1989/90.
In Russland ist laut Manfred Quiring der Antiamerikanismus seit langem allgegenwärtig und fast schon eine Staatsideologie: Er diene als Adresse der äußeren Bedrohung, aber auch als Begründung für eigene Fehlschläge. Der Antiamerikanismus, aber auch die negative Sicht der EU erreichten dank der russischen Propaganda bis Anfang des Jahres 2015 in der russischen Bevölkerung Höchstwerte von 82 beziehungsweise 70 Prozent. Auch im Westen erscheint Wladimir Putin Menschen mit einer antiamerikanischen Haltung als der „große Rächer, der es den Amerikanern zeigt“.
Im deutschen Rechtsextremismus der Gegenwart ist Antiamerikanismus häufig verknüpft mit Antisemitismus. Diese Verbindung wird artikuliert in Code-Wörtern wie USrael, Zionist Occupied Government oder Ostküste. Hierbei handelt es sich um eine von Rechtsextremen eindeutig verstandene Aktualisierung der Chimäre einer jüdischen Weltverschwörung, wie sie etwa in den Protokollen der Weisen von Zion nahegelegt wird, mit aktuell verstärkt antiamerikanischer Stoßrichtung. Weiterhin bezieht sich der deutsche Rechtsextremismus auf bereits vorhandene Klischees über die USA, die seit dem Zeitalter der Romantik unter den Konservativen kursieren. Vor dem Ersten Weltkrieg äußerten sich konservative Eliten gegen die Moderne und deren Versinnbildlichung in amerikanischen Publikationen, Ideen und Kulturprodukten. In der Zwischenkriegszeit  blieb kultureller Antiamerikanismus ein Merkmal faschistischer und konservativer Kreise, die in den USA eine Bedrohung europäischer Traditionen, nationaler und regionaler Identitäten sowie Europas innerer Erneuerung in den 1930er Jahren sahen. Auch nach 1945 blieb der Antiamerikanismus in seiner Essenz wertkonservativ und politisch konservativ. Sowohl linke als auch rechte Kritik kamen aus dem gleichen Milieu: Sie ergaben sich aus einer elitären und kritischen Haltung gegenüber der modernen Massengesellschaft, der Moderne, der neuen Weltmacht, einer Befürwortung abendländischer Ideologie und der Idee einer eurozentristischen kulturellen und politischen Überlegenheit.

## Bewertungen
Der britische Publizist Christopher Hitchens bezeichnete Folgendes als eine „lockere Arbeitsdefinition“ des Antiamerikanismus:

„Jemand ist anti-amerikanisch, wenn er oder sie andauernd Verachtung für die amerikanische Kultur zeigt und darüber hinaus jeden Gegner der US-Politik unterstützt, wer immer es auch sein mag.“

Verschiedene Stimmen vertreten die Ansicht, der Antiamerikanismus müsse als Auswuchs des Neids gegenüber der Rolle der Vereinigten Staaten als vorherrschende Weltmacht gesehen werden: Timothy Garton Ash beschreibt das Leitmotiv des Antiamerikanismus als „mit Neid durchsetzter Groll“. Der Historiker Dan Diner spricht vom „projektiven Vorwurf an die USA, für alle Übel der Welt ursächlich zu sein“, und einer „Überdosis an jener im Antiamerikanismus sich verschränkenden und nur schwer zu goutierenden Mischung von Neid und Angst“. Auch in Ländern mit ausgeprägtem Antiamerikanismus bestehe große Nachfrage nach Einwanderungsvisa für die Vereinigten Staaten; eine gegengesetzte Strömung der Emigration aus den Vereinigten Staaten sei jedoch nicht erkennbar.
Der Journalist und Kommunikationswissenschaftler Tobias Jaecker sieht im Antiamerikanismus ein „ideologisches Welterklärungsmuster“, das er folgendermaßen definiert:

„Die narrative Form des antiamerikanischen Welterklärungsmusters wird durch vier grundlegende Strukturprinzipien bestimmt – Dualismus, Projektion, Selbstaufwertung und Verschwörungsdenken. Erst innerhalb dieser spezifischen Struktur erhalten die einzelnen Stereotype einen antiamerikanischen ›Sinn‹. Dabei korrespondiert die projektive Zuschreibung negativer politischer, wirtschaftlicher und kultureller Vorgänge zu Amerika mit einer kollektiven moralischen Selbstaufwertung, so dass ein dualistisches Bild entsteht: ›Amerika‹ gegen ›uns‹. Im Extremfall kann sich dies zur Verschwörungstheorie ausweiten – in einer derartigen wahnhaften Vorstellung regiert Amerika dann die ganze Welt.“

Zur „grundsätzlichen und notwendigen“ Unterscheidung von Amerikakritik von Antiamerikanismus schrieb der Politikwissenschaftler Claus Leggewie 2004 unter Verweis auf den Kontext der verstärkt „neokonservativen und restaurativen“ Orientierung des Auftretens der Vereinigten Staaten unter Präsident George W. Bush seit dem 11. September 2001:

„Die spürbar wachsende Distanz der politischen Öffentlichkeit Westeuropas, genau wie der arabischen Welt, ist nicht per se Ausdruck eines kulturellen Antiamerikanismus, sondern Resultat einer politischen Amerikakritik. Doch in Reaktion auf den imperialen, religiös fundierten American exceptionalism konnte auch ein solches kulturelles Ressentiment wieder Platz greifen. (…) Die konkrete Auseinandersetzung mit bestimmten Repräsentanten und Führungspersonen der Vereinigten Staaten und dem, was sie im einzelnen tun, ist etwas anderes als die diffuse, pauschale Ablehnung „der“ Amerikaner, wie sie angeblich sind.“

Dem Soziologen Andrei S. Markovits zufolge besteht eine enge Verbindung zwischen europäischem Antiamerikanismus und dem Antisemitismus: Beide verhielten sich, bildlich gesprochen, zueinander wie „Zwillingsbrüder“, denn „Amerika und die Juden waren der europäischen Rechten und den Konservativen immer als Repräsentanten einer unaufhaltsamen Moderne suspekt und verhasst.“ Aber auch bei weiten Teilen der politischen Linken gehe der „neue, auf Israelfeindschaft gründende Antisemitismus Hand in Hand mit ihrem Antiamerikanismus“.
Der Politologe Fabian Fischer definiert Antiamerikanismus konstruktivistisch und aus antiextremistischer Perspektive. Er unterscheidet zwischen einer strukturellen und inhaltlichen Perspektive:
| Perspektive | Analyseebene                         | Konstitution des Feindbildes |
| Strukturell | Im Sinne der „definitio ex positivo“ | Einseitigkeit der Deutung „Amerikas“ bzw. des „Amerikanischen“ in Gestalt einer drastischen Negativkonstruktion                              |
| Inhaltlich  | Im Sinne der „definitio ex negativo“ | Kritik an den USA, die sich direkt oder indirekt gegen die Minimalbedingungen des demokratischen Verfassungsstaates und seiner Werte richtet |

Die Historikerin Jessica Gienow-Hecht bezeichnet den europäischen Antiamerikanismus als kulturelles Phänomen, das von linken und rechten Parteien für die Mobilisierung von Wählern manipuliert wurde, die tatsächliche Regierungspolitik habe aber nur wenig zu seinem Ursprung und Diskurs beigetragen.

## Kritik an der Begriffsverwendung
Manche Wissenschaftler kritisieren eine unscharfe Definition und mehrdeutige Verwendung des Begriffs „Antiamerikanismus“, wodurch ihnen zufolge gerechtfertigte Kritik nicht immer eindeutig von systematischen Ressentiments gegenüber US-Amerikanern unterschieden werde. Der Begriff werde dabei auch als Instrument eingesetzt, um Debatten zu ersticken. Da Antiamerikanismus allein negativ definiert und weder mit einer organisierten Bewegung noch einer alternativen Vision verbunden sei, sei der Begriff nicht hilfreich.
Nach dem Historiker Darius Harwardt eignet sich der Begriff zwar zur Darstellung wissenschaftlicher Ergebnisse, nicht jedoch als analytische Kategorie, da er die Perspektive bereits durch die Vorauswahl einenge. So werde eine Analyse von Antiamerikanismus weder in komparativer Hinsicht weitere ablehnende Haltungen berücksichtigen, noch die Befunde mit positiven Stereotypen gegenüber den USA gewichten, um zu einer differenzierten Aussage zu gelangen. In den USA und spätestens ab den 1980er Jahren auch in der Bundesrepublik sei der Begriff von neokonservativen Publizisten instrumentalisiert worden, um Kritik an ihren politischen Ideen zu diskreditieren. Auch der US-amerikanische Historiker Max Paul Friedman sieht das Wort „Antiamerikanismus“ als „Kampfbegriff zur Abwehr von Kritik“. Antiamerikanismus als Konzept diene dem Zweck, Kritik aus dem Ausland wegzudenken oder mundtot zu machen.